# Crataegus uvaldensis
Crataegus uvaldensis är en rosväxtart som beskrevs av Charles Sprague Sargent. Crataegus uvaldensis ingår i Hagtornssläktet som ingår i familjen rosväxter. Inga underarter finns listade i Catalogue of Life.